# Antinoupolis
Antinoupolis (ou Antinoopolis, en grec ancien Ἀντινόου πόλις / Antinóou pólis) ou Antinoé (aussi orthographié Antinoë, en grec ancien Ἀντινόεια / Antinóeia ; en copte Ansena, actuellement الشيخ عبادة (Sheikh 'Ibada) en arabe) est une cité de l'Égypte antique sur la rive orientale du Nil, en face d'Hermopolis Magna. 

## Histoire
Elle est créée par l'empereur romain Hadrien (117-138), qui la relie au port de Bérénice, sur la mer Rouge, par la via nova Hadriana, construite en 137 ap. J.-C.
Cette cité romaine abrite la mémoire du jeune amant de l'empereur, Antinoüs, mort noyé dans le Nil. Il est divinisé grâce à une assimilation osirienne. Le culte est pratiqué dans son temple, l'Antinoéion. Des jeux annuels comprenant des courses de chars sont tenus. Le culte de la déesse Héqet et du dieu Khnoum y sont très vivants.
La ville a été siège épiscopal[réf. souhaitée], et est actuellement siège titulaire d'évêque.

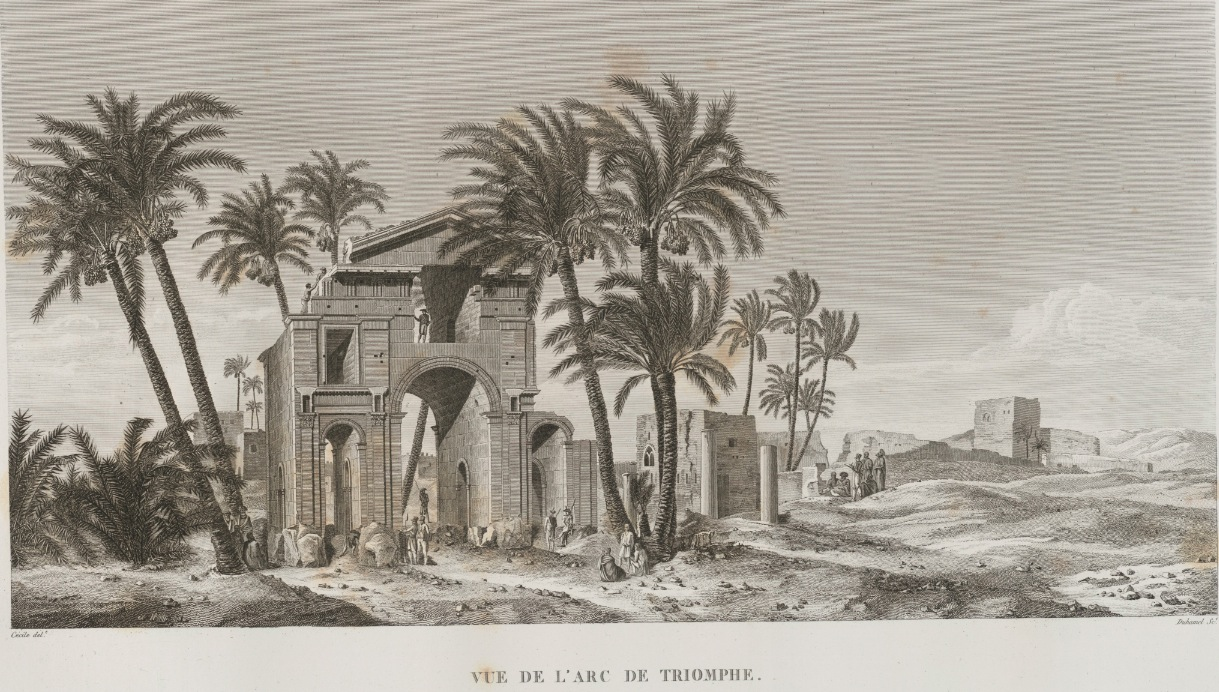
Vue de l'arc de triomphe, 1809.

Selon Marguerite Yourcenar : « Les ruines de la ville fondée par Hadrien en l'honneur de son favori étaient encore debout au début du XIXe siècle […]
Vers le milieu du XIXe siècle, un industriel égyptien transforma en chaux ces vestiges, et les employa à la construction de fabriques de sucre du voisinage. »
Albert Gayet y a mené des fouilles poussées.